# خداداد جلالی
خداداد جلالی (زادهٔ ۷ آبان ۱۳۵۳ در تهران) کارگردان، تهیه کننده و نویسنده ایرانی است.
سوگ سایه‌ها و بچه‌ای با جوراب قرمز از مهم‌ترین آثار وی هستند.

## آثار

### فیلم
| نام فیلم              | سمت                | سال ساخت |
| --------------------- | ------------------ | -------- |
| بچه‌های عاشورا         | نویسنده و کارگردان | ۱۳۷۲     |
| سوگ سایه‌ها            | نویسنده و کارگردان | ۱۳۸۷     |
| شب بی‌ستاره            | نویسنده و کارگردان | ۱۳۸۸     |
| ماشین عروس            | نویسنده و کارگردان | ۱۳۹۲     |
| بچه‌ای با جوراب قرمز   | نویسنده و کارگردان | ۱۳۹۴/۹۵  |
| زنی با ارابه چوبی     | نویسنده و کارگردان | ۱۴۰۰     |
| دختری با لباس ارغوانی | نویسنده و کارگردان | ۱۴۰۱     |

### تئاتر
| نام تئاتر        | سمت                | سال ساخت |
| ---------------- | ------------------ | -------- |
| روزگار پریشانی   | نویسنده و کارگردان | ۱۳۷۶     |
| بر قلمرو خاکستری | نویسنده و کارگردان | ۱۳۷۸     |
| عاشوراییان       | نویسنده و کارگردان | ۱۳۹۰     |

## جوایز
- مورد تحسین منتقدین از جشنواره کالیفرنیا (۲۰۱۶) برای فیلم بچه‌ای با جوراب قرمز[۴]
- کسب جایزه بهترین فیلم برای خداداد جلالی و بهترین بازیگر نقش زن برای سمانه نصری در جشنواره بین‌المللی دهلی نو هند (۲۰۱۷) برای فیلم بچه‌ای با جوراب قرمز[۳]
- کسب جایزه بهترین فیلم برای خداداد جلالی و بهترین بازیگر نقش زن برای سمانه نصری و بهترین موسیقی برای ستار اورکی در جشنواره گلدن تری انگل هند (۲۰۱۷) برای فیلم بچه‌ای با جوراب قرمز[۳]
- کسب جایزه بهترین کارگردانی برای خداداد جلالی و بهترین بازیگر نقش زن برای سمانه نصری و بهترین موسیقی برای ستار اورکی در جشنواره سانتیاگو شیلی (۲۰۱۷) برای فیلم بچه‌ای با جوراب قرمز[۴]
- کسب تندیس برف طلایی و دیپلم افتخار بهترین کارگردانی فیلم و بهترین بازیگر نقش زن برای سمانه نصری در جشنواره لومیساد هلسینکی فنلاند ۲۰۱۶[۳]
- کسب دیپلم افتخار جشنواره جیپور ۲۰۱۶[۳][۴]
- کسب جایزه بهترین کارگردانی برای خداداد جلالی و بهترین بازیگر نقش زن برای سمانه نصری و بهترین موسیقی برای ستار اورکی در جشنواره مدیترانه‌ای کن فرانسه (۲۰۱۷) برای فیلم بچه‌ای با جوراب قرمز
- کسب جایزه بهترین کارگردان سال جشنواره آرمان برتر ۱۴۰۰

## سوابق بین‌المللی
- داور بخش فیلم در جشنواره فرهنگ و اندیشه اصفهان (۲۰۱۵)
- داور بخش مسابقه فیلم‌های بلند سینه پورت (۲۰۱۵)
- رئیس هیئت داوران جشنواره بین‌المللی فیلم کوئیتو (۲۰۱۶)
- داور جشنواره بین‌المللی فیلم شیملا هند (۲۰۱۷)[۵]
- داور بخش فیلم بلند جشنواره بین‌المللی لاپاز بولووی (۲۰۱۷)
- رئیس هیئت داوران جشنواره مدیترانه‌ای کن فرانسه (۲۰۱۸)

## کتاب‌ها
- سلام بانو
- مجموعه شعر سپید (۱۳۸۲)[۳]